# МКС-31
МКС-31 — тридцять перший довготривалий екіпаж Міжнародної космічної станції. Робота тривала з 27 квітня 2012 року по 1 липня 2012 року.

## Екіпаж
| Посада        | З квітня 2012            | З травня 2012             |
| ------------- | ------------------------ | ------------------------- |
| Командир      | Олег Кононенко (2), РКА  | Олег Кононенко (2), РКА   |
| Бортінженер 1 | Андре Кейперс (2), (ЄКА) | Андре Кейперс (2), (ЄКА)  |
| Бортінженер 2 | Доналд Петтіт (3), НАСА  | Доналд Петтіт (3), НАСА   |
| Бортінженер 3 |                          | Джозеф Акаба (2), НАСА    |
| Бортінженер 4 |                          | Геннадій Падалка (4), РКА |
| Бортінженер 5 |                          | Сергій Ревін (1), РКА     |

## Події

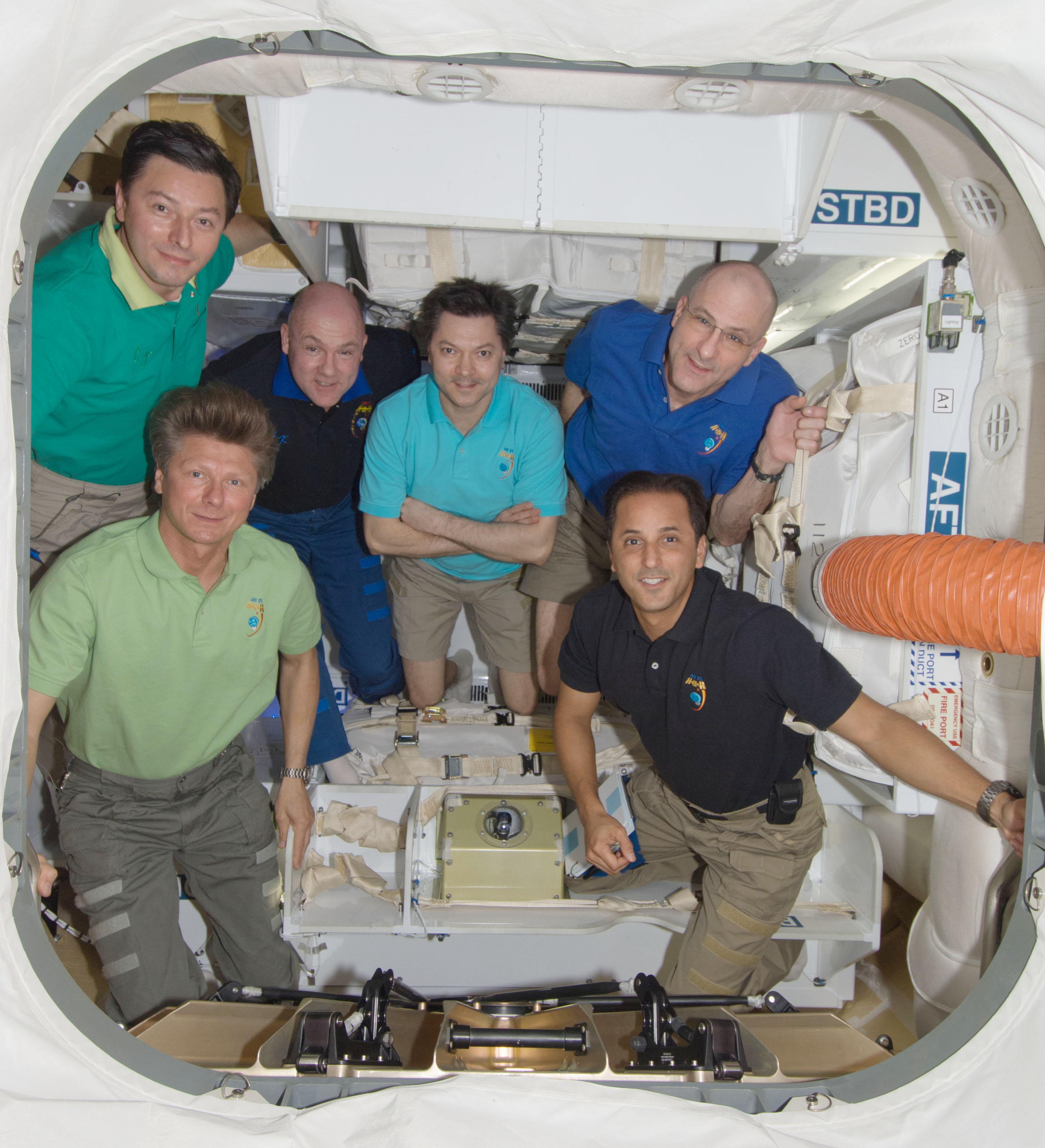
Екіпаж МКС-31 усередині Dragon SpaceX

Під час роботи екіпажу МКС-31 вперше проводилися стикування і зближення приватного космічного корабля Dragon SpaceX і МКС. Космічний корабель Dragon було запущено за програмою НАСА COTS після низки затримок 22 травня 2012 року. Потім, провівши ряд випробувальних орбітальних маневрів, 25 травня корабель успішно пристикувався до МКС. Dragon SpaceX доставив 544 кілограмів різних вантажів, включаючи їжу, одяг, ноутбук і 15 студентських експериментів. У корабель завантажили 660 кг вантажів для повернення на Землю, зокрема результатами експериментів і непотрібне обладнання, і після цього він відстикувався від станції і здійснив посадку 31 травня 2012. Dragon здійснив посадку у Тихому океані і був успішно відновлений, що підтвердило можливість SpaceX почати регулярні вантажні рейси на МКС.
На початку червня 2012 екіпаж зміг спостерігати і сфотографувати рідкісне явище — проходження Венери по диску Сонця.

## Експерименти
За час експедиції у російському сегменті станції були виконані експерименти за наступними напрямками:
Медико-біологічні дослідження:
- Сонокард — вдосконалення системи медичного контролю;
- Взаємодія — вивчення поведінки космічного екіпажу у тривалому космічному польоті;
- «Типологія», «Пневмокард», «Спрут-2», «Біоризик», «Імуно», «Плазміда»

Геофізичні дослідження:
- Релаксація — дослідження хемілюмінесцентних хімічних реакцій і атмосферних оптичних явищ, що виникають при взаємодії продуктів вихлопу реактивних двигунів з верхньою атмосферою Землі
- Сплеск — вивчення зв'язку сейсмічних процесів і явищ в навколоземному просторі
- «Тінь-Маяк», «Мікросупутник», «Радар-Прогрес»

Дослідження природних ресурсів та екологічний моніторинг:
- Сейнер — відпрацювання методики взаємодії екіпажів РС МКС із судами Держкомриболовства
- Екон-М — оцінка екологічних наслідків техногенної діяльності людини на території РФ та зарубіжних держав за допомогою спостережень з МКС

Космічна біотехнологія:
- «Лактолен», «Біотрек», «Біодеградація», «Каскад», «Женьшень-2», «Мембрана», «Асептик», «Бактеріофаг», «Структура», «Константа», «Кальцій»

Технічні дослідження:
- «Ідентифікація», «СЛС», «Середа-МКС», «Витривалість», «Бар»

Дослідження космічних променів:
- «Матрьошка-Р», «БТН-Нейтрон»

Освітні та гуманітарні проекти:
- Кулонівський кристал — вивчення особливостей управління дисперсними матеріалами за допомогою магнітного поля в умовах мікрогравітації.
- «Фізика-Освіта», «МАІ-75», «Великий початок»

Космічна технологія і матеріалознавство:
- Плазмовий кристал — вивчення фізичних явищ у плазмово-пилових кристалах

На американському сегменті було також проведено велику кількість експериментів.